# Колещатівка
Колещатівка (рос. Колещатовка) — село Кантемирівського району Воронізької області. Адміністративний центр Бугаївського сільського поселення.
Населення становить 308 осіб за переписом 2010 року (151 чоловічої статі та 157 — жіночої).

## Історія
За даними 1859 року на казенному хуторі Богучарського повіту Воронізької губернії мешкало 1132 особи (570 чоловічої статі та 562 — жіночої), налічувалось 130 дворових господарств, існували православна церква й молитовний будинок.
Станом на 1886 рік у колишній державній слободі Константиновської волості мешкало 1256 осіб, налічувалось 180 дворових господарств, існувала православна церква, 19 вітряних млинів.
За переписом 1897 року кількість мешканців зросла до 1436 осіб (724 чоловічої статі та 712 — жіночої), з яких всі — православної віри.
За даними 1900 року на хуторі мешкало 1410 осіб (723 чоловічої статі та 687 — жіночої) переважно українського населення, налічувалось 217 дворових господарств, існували православна церква, церковноприходська школа, маслобійний завод, 3 дріб'язкових і винна лавки, проходили щорічний ярмарок й 2 торжки.